# Dicranomyia bugledichae
Dicranomyia bugledichae är en tvåvingeart som först beskrevs av Günther Theischinger 1994.  Dicranomyia bugledichae ingår i släktet Dicranomyia och familjen småharkrankar. Inga underarter finns listade i Catalogue of Life.